# Hradiště nad Sychrovem
Hradiště nad Sychrovem (též Mcely 2 nebo Malé hradiště) je nedatované hradiště západně od Mcel v okrese Nymburk ve Středočeském kraji. Areál hradiště byl poškozen těžbou pískovce a společně s nedalekým hradištěm nad Studci je chráněn jako kulturní památka.
Hradiště se nachází v nadmořské výšce 250 metrů na ostrožně, která na jihovýchodním okraji Jizerské tabule vybíhá z Loučeňského hřbetu západně od vesnice Studce. Rozloha opevněné plochy je 0,8 hektaru. Přístupnou stranu ostrožny chránila hradba, před kterou se nacházel příkop. Výška dochovaného valu dosahuje až tří metrů. Prostor před valem byl zničen provozem pískovcového lomu. Ve vzdálenosti asi 55 metrů od valu vede terénní vlna, která může být pozůstatkem vnějšího opevnění.